# Ilha Greely
A ilha Greely (em russo:  Остров Грили, Ostrov Grili) é uma ilha desabitada no norte da Terra de Francisco José, no norte da Rússia (no Óblast de Arkhangelsk), com 127 km2 de área. Faz parte do sub-arquipélago da Terra de Zichy e está separada da ilha Ziegler por um pequeno estreito.
É assim denominada em homenagem a Adolphus Greely, explorador ártico norte-americano (1844-1935), que realizou uma expedição dramática ao norte da ilha de Ellesmere como parte do Primeiro Ano Polar Internacional em 1881-1884.
A Ilha Greely foi descoberta em abril de 1874 pela Expedição Austro-Húngara ao Polo Norte, mas não foi investigada com mais detalhes. Aparece no primeiro mapa da Terra de Francisco José, de Julius Payer, como parte de uma extensa massa terrestre, que ele chamou de Terra de Zichy. Foi apenas na expedição polar Baldwin-Ziegler (1901-1902) que a Terra de Zichy se descobriu consistir em várias ilhas. Evelyn Baldwin montou um de seus dois campos de base (Kane Lodge) em Greely , que chamou de ilha McKinley. A ilha recebeu seu nome atual de Anthony Fiala (1869-1950), que já havia participado da expedição de Baldwin e que liderou a expedição de Fiala-Ziegler de 1903 a 1905.
No verão de 2012, foram encontradas peças e placas de trenó de uma cabana pré-fabricada na costa da Ilha Greely. Podem ser os restos de Baldwins Kane Lodge, cuja localização exata não era conhecida até então.

## Imagem de satélite

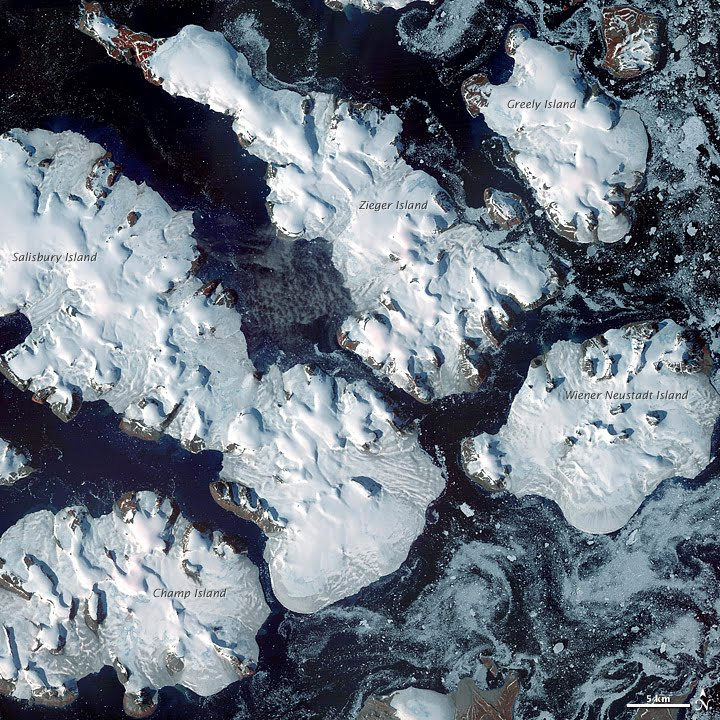
Várias ilhas da Terra de Francisco José